# Рыбкин, Георгий Фёдорович
Георгий Фёдорович Рыбкин (23 апреля 1903, Ищеино, Калужская губерния — 23 апреля 1972, Москва) — советский редактор и издатель, математик, философ и общественный деятель.

## Биография
Родился в деревне Ищеино Боровского уезда Калужской губернии, сын бедного крестьянина.
Лишился отца в 12-летнего возраста, работал в лавке рыботорговца в Охотном ряду. В марте 1919 года вступил в комсомол. В августе 1919 года уходит добровольцем на Польский фронт в составе Московского отряда лыжников. В Красной Армии вступает в партию. После демобилизации вёл комсомольскую работу в качестве освобожденного секретаря, в Москве. В 1923 году перешёл на работу в Госиздат, руководителем которого был Отто Юльевич Шмидт, возглавил затем комсомольскую организацию издательства.
В 1926 году он заканчивает вечерний рабфак. Работает отборщиком литературы на книжном складе, затем политредактором. В 1926 году его призывают в Красную Армию, после демобилизации в издательских и научных организациях. Заканчивает философское отделение МГУ, и учится в Институте красной профессуры, с 1932 года становится аспирантом-ассистентом Института математики МГУ. С 1930 года начинает педагогическую деятельность, сначала на кафедре диамата в Институте стали, а с 1934 года — на кафедре высшей математики философского факультета МИФЛИ.
В 1934 году парторг Института математики МГУ. С 1935 года возвращается к издательской деятельности в качестве старшего научного редактора отдела математики Большой Советской Энциклопедии. С марта 1937 года он переходит в Гостехиздат, где проработал до конца жизни. В 1942—1944 годах в звании капитана участвовал в боях на 1-м Прибалтийском и 3-м Белорусском фронтах.
Он вернулся в издательство в августе 1944 года и вновь стал старшим редактором математической литературы.
С 1946 года в течение почти двух десятилетий руководил Гостехиздатом, преобразованным в 1958 году в Физматгиз.
Был первым руководителем Главной редакции физико-математической литературы издательства «Наука», которая возникла на базе Физматгиза в 1964 году.
Скончался в 1972 году.

## Достижения и награды
Публиковался с 1930 года, среди трудов — документальные и литературно-художественные воспоминания о гражданской войне, работы по научному атеизму и диалектическому материализму, ряд статей в первом издании Большой Советской Энциклопедии, Кратком энциклопедическом словаре, Кратком философском словаре. Автор статей в области истории математики, посвященных Н. И. Лобачевскому, М. В. Остроградскому и Т. Ф. Осиповскому. Много лет редактировал и «Историко-математические исследования». Был активным членом редколлегии «Успехов математических наук».
Служил в 184-й стрелковой дивизии, награды — медали «За оборону Москвы» и «За победу над Германией в Великой Отечественной войне 1941—1945 гг.».

## Родственники
- Сын — Дмитрий Георгиевич Рыбкин, геолог, студент МГРИ, повешен в августе 1948 года бойцами ОУН, останки найдены у села Лецовка[4][5]